# Пайва, Феликс
Феликс Пайва (исп. Félix Paiva; 21 февраля 1877, Каасапа, департамент Каасапа — 2 ноября 1965, Асунсьон) — адвокат, журналист и политический деятель Парагвая от Либеральной партии. Был временным президентом республики в 1921 году и в 1937—1939 годах.

## Биография
Родился в 1877 году, окончил школу в 1896 году, изучал право в Национальном университете Асунсьона, который окончил в 1901 году. Занимал должность декана юридического факультета университета в 1902, 1923, 1934 и 1937 годах, в 1908 году был временным ректором университета.
Работал журналистом, избирался в палату депутатов и сенат, был министром иностранных дел, юстиции, культуры и образования, внутренних дел, в разные периоды, председателем Верховного суда в 1913, 1916 и 1919 годах, и председателем Сенат в 1920 году.

## Политическая карьера
Занимал пост вице-президента республики в период между 1920 и 1921 годами, при президенте Мануэле Гондра. После ухода последнего в отставку в связи с ухудшением политической ситуации, 29 октября 1921 года, принял присягу временного президента, но не смог сформировать свой кабинет и ушел в отставку 7 ноября 1921 года.
Стал президентом после свержения Рафаэля Франко в 1937 году. 11 октября в 1937 году Конгресс утвердил его на посту президента. Подписан мирный договор с Боливией в 1938, который установил окончательные границы между двумя странами и положил конец территориальным спорам в Чако. Также подписан договор о границе с Аргентиной.